# 棘蜓属
棘蜓属（学名：Gynacanthaeschna）为晏蜓科的一个属。

## 下属物种
本属包括以下物种：
- 锡金棘蜓 Gynacanthaeschna sikkima Karsch, 1891